# 抢滩登陆战系列
《抢滩登陆战》是一系列第一人称射击游戏，由美国游戏公司Digital Fusion制作。此系列一共有三部游戏，分别是：
- 《抢滩登陆战2000》（英語：BEACH HEAD 2000）
- 《抢滩登陆战2002》（英語：BEACH HEAD 2002）
- 《抢滩登陆战：沙漠战争》（英語：BEACH HEAD: Desert War）

这三部游戏是21世纪00年代初的作品，最初通过CD-ROM和应用DMR技术的下载版发售，运行于Windows PC平台上，也有Mac OS版本。这三部游戏于2017年5月2日登上Steam游戏平台。玩家在游戏中扮演一名士兵，负责击败四周的敌军来防守阵地。

## 游戏系统
《抢滩登陆战》是一系列第一人称射击游戏，玩家在游戏中扮演一名士兵，在一个高地炮台上防守，通过机枪、地对空导弹、大炮、手枪等武器来击败来自四周的敌军士兵、坦克、战机等。武器具有一定的针对性，如地对空导弹一般用来击落战机，大炮一般用来击毁坦克，机枪一般用来击杀敌方士兵。受到攻击时，炮台耐久值会降低，如果耐久值降低为零或弹药耗尽时，即游戏失败；如果在耐久值降低为零和弹药耗尽之前消灭所有敌军，即进入下一个游戏关卡。游戏中个别关卡会有补给物资空投，在空投落地之前将其从降落伞上击落可获得弹药或炮台耐久度补给。游戏具有无穷个关卡，可以一直游玩下去直到游戏失败或玩家主动退出。
玩家在游戏中的位置是固定的，不能像《反恐精英》、《穿越火线》等游戏一样进行移动，只能通过移动鼠标来环顾四方并射击敌军。

## 制作与发行

### 原始作品
2000年，Digital Fusion公司发行了《抢滩登陆战2000》，即《抢滩登陆战》系列游戏的第一部，并将其定位为类街机游戏。开发者有意将这部游戏设计成一款像街机游戏那样操作简单的游戏。发行后游戏受到欢迎，于是2002年Digital Fusion公司又开发了《抢滩登陆战2002》和《抢滩登陆战：沙漠战争》，在第一部的基础上增加了一些新的游戏元素，如添加准星、添加了夜间作战模式等。
2017年5月2日，Digital Fusion将《抢滩登陆战》三部曲《抢滩登陆战2000》、《抢滩登陆战2002》和《抢滩登陆战：沙漠战争》发布到Steam游戏商城，并特地感谢中国玩家对《抢滩登陆战》的。

### 衍生作品

#### 抢滩登陆战2020
《抢滩登陆战2020》是Digital Fusion的新作品，目前仍在制作中，是一部跨平台的VR游戏，可以运行在PC、安卓、iOS等平台上，是《抢滩登陆战》的续作，游戏模式跟经典的《抢滩登陆战》系列相同，也是用武器消灭前来抢滩登陆的敌军。

#### 抢滩登陆3D
《抢滩登陆3D》是一款手机游戏，由英雄互娱所开发并得到Digital Fusion公司的正版授权，于2016年8月11日上线。
英雄互娱的创立人应书岭在年幼时对《抢滩登陆战》非常感兴趣，是《抢滩登陆战》的愛好者。2016年初，跟英雄互娱达成合作并负责游戏监制工作的《抢滩登陆战》的创始人Pepe Moreno到中国和应书岭交流，并在英雄互娱的内部宣发仪式上向员工分享当年创作《抢滩登陆战》的经验，和应书岭进行模拟抢滩沙盘游戏，也表示将跟英雄互娱一起抵制盗版游戏。

## 评价
《抢滩登陆战》系列游戏在发行初期便大受欢迎，是当时较为流行的游戏，同时也出现了大量的盗版。特别是在中国，这一系列游戏拥有几百万粉丝，是很多玩家的童年回忆，不过由于当时的游戏市场环境，大多数人都是通过购买盗版安装光盘来获得这几部游戏。很多80后、90后中国玩家表示小时候是在父亲的影响下接触到这款游戏。这一系列游戏登上Steam游戏平台后，有玩家表示这是自己的童年回忆，愿意购买此游戏，为当年玩盗版补票。但也有玩家发现，虽然《抢滩登陆战》登上了Steam游戏平台，但制作者仅仅是简单地将游戏移植而没有进行优化或重制，导致游戏在现在流行的Windows 10操作系统中运行时出现兼容性的问题，于是对此感到不满，认为这是在消费玩家情怀。也有玩家指出，将游戏主程序的兼容性设置为兼容旧版本的Windows即可正常运行。
欧美游戏评价网站对此系列的评价褒贬不一。GameSpot上有测评文指出《抢滩登陆战2000》的游戏玩法过于老套，无穷的关卡也显得过于重复。而IGN上则有评论将《抢滩登陆战2000》和热门街机游戏《导弹指挥官》作比较，对《抢滩登陆战2000》持正面评价，称《抢滩登陆战2000》这部游戏更能够使玩家玩上瘾。至于《抢滩登陆战》系列的第二部作品《抢滩登陆战2002》，GameSpot上有测评批评说此游戏相对于前作《抢滩登陆战2000》没有本质上的改进，仅仅是在视觉上让人比较舒服而已。